# Ingmar Zeisberg
Ingmar Zeisberg-Speer (geb. Muhes; * 25. Februar 1931 in der Freien Stadt Danzig; † 12. Oktober 2022 in Deutschland) war eine deutsche Filmschauspielerin und Autorin.

## Jugend und Beginn der Karriere
Ingmar Zeisberg, geborene Muhes, wuchs in Danzig auf, das zu Beginn des Zweiten Weltkriegs 1939 vom Deutschen Reich annektiert wurde. Am Ende des Krieges lebte sie mit ihrer verwitweten Mutter zwei Jahre in einem Internierungslager für deutsche Flüchtlinge in Dänemark. 1946 zog sie nach Berlin und absolvierte dort eine Ausbildung zur Journalistin. Ab 1950 studierte sie an der Max-Reinhardt-Schauspielschule des Deutschen Theaters. Ihr Bühnendebüt gab sie am Deutschen Theater in einer Nebenrolle in Goethes Faust. Nach Abschluss der Schauspielausbildung arbeitete sie als Theater- und Filmkritikerin der Tageszeitung Kölnische Rundschau. Zudem war sie für die Hörspielabteilung des NWDR in Köln tätig und schrieb Drehbücher.

## In Film und Fernsehen
Zeisbergs Filmkarriere begann 1954 in Das Bekenntnis der Ina Kahr. Ihren Durchbruch erlebte sie 1956 in der Rolle der Hauserin Agnes  in dem Heimatfilm Wo der Wildbach rauscht an der Seite von Walter Richter. In den 1960er Jahren trat sie in einigen Kinofilmen auf, die im Zuge der „Edgar-Wallace-Welle“ entstanden. Von dieser Zeit an war sie zudem öfter in TV-Produktionen zu sehen, etwa in Flug in Gefahr (1964) und Von Mäusen und Menschen (1968), das mehrere Auszeichnungen erhielt. Bis 1990 trat sie in sieben Folgen der ARD-Fernsehreihe Tatort auf.
Auch als Autorin war Ingmar Zeisberg tätig. Sie schrieb Drehbücher u. a. für die Fernsehserien Unser Sohn Nicki (1966) und Timo (1971).

## Privates
Ingmar Muhes heiratete in erster Ehe den Jazzpianisten Rolf Zeisberg. Nach der Scheidung schloss sie Ehen mit dem Regisseur Rolf Hädrich, dem Produzenten Klaus Stapenhorst und dem Regisseur Wolfgang Staudte. Von 1972 bis zu seinem Tod im Jahr 2017 war sie mit dem Architekten Albert Speer verheiratet und lebte mit ihm in Frankfurt am Main.

## Filmografie (Auswahl)
- 1954: Das Bekenntnis der Ina Kahr
- 1955: André und Ursula
- 1956: Wo der Wildbach rauscht
- 1956: Das Erbe vom Pruggerhof
- 1956: Dort oben, wo die Alpen glühen
- 1957: Mit Rosen fängt die Liebe an
- 1957: Tante Wanda aus Uganda
- 1957: Für zwei Groschen Zärtlichkeit
- 1958: Wolgaschiffer
- 1958: Kanonen-Serenade
- 1959: Peter Voss, der Held des Tages
- 1960: Schwarzer Kies
- 1961: Ruf zur Leidenschaft (Fernsehfilm)
- 1961: Die große Reise
- 1962: Schlachtvieh (Fernsehfilm)
- 1962: Das Schloß (Fernsehfilm)
- 1963: Der Würger von Schloss Blackmoor
- 1964: Das Wirtshaus von Dartmoor
- 1964: Nebelmörder
- 1964: Haben (Fernsehfilm)
- 1964: Flug in Gefahr (Fernsehfilm)
- 1968: Von Mäusen und Menschen (Fernsehfilm)
- 1970: Wie ein Blitz
- 1971: Oliver (Fernsehfilm)
- 1972: Dem Täter auf der Spur – Ohne Kranz und Blumen (Fernsehreihe)
- 1972: Das Unheil
- 1976: Hans im Glück (Fernsehfilm)
- 1976: Dorothea Merz (Fernsehfilm)
- seit 1976: Tatort (Fernsehreihe)
  - 1976: Zwei Flugkarten nach Rio
  - 1979: Der King
  - 1979: Freund Gregor
  - 1981: Schattenboxen
  - 1985: Acht, neun – aus!
  - 1989: Kopflos
  - 1991: Rikki
- 1987: Der Madonna-Mann
- 1987: Ein Fall für zwei – Zahltag
- 1988: Schwarz Rot Gold – Schwarzer Kaffee (Fernsehserie, eine Folge)